# Gharqad
El árbol gharqad (en árabe: غرقد‎) es mencionado en varios hadices que describen la escatología islámica. Se considera probable que el árbol sea del género Lycium.

## El hadiz en la escatología sunita
Las colecciones de hadices sunitas de Sahih al-Bukhari y Sahih Muslim ofrecen relatos detallados de una batalla apocalíptica sobrenatural entre el bien y el mal, en la que prevalecerá el primero.
Se profetiza que antes del día del Juicio, el malvado Dajjal afirmará falsamente ser Jesús. Un fuego sobrenatural brotará en el Hiyaz e iluminará gran parte del Medio Oriente. El río Éufrates se dividirá para desvelar oro. Pero el mayor desastre vendrá cuando Gog y Magog se desaten, ya que la barrera construida por Zu-al-Karnayn se habrá roto. A continuación, la Bestia de la Tierra surgirá. El Mahdi liderará un ejército musulmán contra Dajjal y sus seguidores en una batalla apocalíptica conocida como al-Malhamat al-Kubra. Después de la Segunda Venida de Jesús, él mismo matará al Dajjal.
El Dajjal es descrito por el Profeta Mahoma a través de la revelación de Alá como El Gran Mentiroso que vendrá durante el final de los tiempos. Él vendrá y aparentemente traerá paz a todas las tierras y realizará milagros. Afirmará ser Alá y realizará milagros que sólo un "dios" sería capaz de realizar, como la resurrección y la lluvia cuando se le pide. Asegurará su divinidad a pesar de sus deficiencias físicas, como tener un solo ojo; sin embargo, esta afirmación sólo puede ser falsa, ya que Dios es completo y perfecto en Sus nombres, atributos y acciones; por lo tanto, el Dajjal nunca puede ser Dios. Además, sobre su cabeza se escribirán las letras 'كفر'.
Se profetiza que sólo los creyentes podrán leer estas cartas, mientras que otros no podrán hacerlo y serán engañados por sus afirmaciones de divinidad. Según un informe, el ejército del Dajjal estará compuesto por 70.000 judíos de Isfahán, todos armados, y 70.000 tártaros y gente de Jorasán (actual Afganistán). Fayd al-Bari, un destacado comentarista sunita, explica que Jesús sólo luchará contra aquellos judíos que se unan al ejército del Dajjal, no contra todos los judíos del mundo.  Un comentario del tradicionalista islámico del siglo VIII Naim ibn Hammad afirma que después de que al-Mahdi recupere el Arca de la Alianza, la mayoría de los judíos se unirán a los musulmanes en la lucha contra el tiránico Dajjal.

### Hadith
En la tradición sunita, Abu Huraira informó que el profeta islámico Mahoma dijo: 
La Hora no se establecerá hasta que luchéis contra los judíos, y la piedra tras la cual se esconderá un judío dirá: “¡Oh musulmán! Hay un judío escondido detrás de mí, mátalo”. Pero el árbol Gharqad no dirá nada, pues es el árbol de los judíos.
En Sahih Bukhari (libro 56, Hadith 151 ), un Hadith similar es seguido inmediatamente por, y a menudo "acoplado" con el Hadith anterior: 
La Hora no se establecerá hasta que luches contra los turcos.

## Interpretación sunita
Dentro del Islam sunita, estas narraciones se entienden como parte de la descripción de la escatología sunita de una gran guerra al final de los tiempos contra las fuerzas del Dajjal que debería ocurrir después de la segunda venida de Jesús según el Islam. Entonces, según esta escatología, Jesús liderará un ejército de musulmanes, algunos de los cuales son cristianos justos y judíos justos que se convierten al Islam en vísperas de la batalla, para luchar contra el ejército del Dajjal, que consiste en judíos que creen que el Dajjal es un dios, y si un judío del ejército del Dajjal se esconde detrás de una piedra o un árbol, esta piedra o árbol hablará milagrosamente con los musulmanes para exponer al judío a menos que sea un árbol Gharqad, porque es "su  árbol (el de los judíos)".
Los escritores sunitas moderados debaten el tema en términos escatológicos, enfatizando que esto debería suceder sólo en los últimos tiempos después de la segunda venida de Jesús de acuerdo con el pensamiento sunita y no debería dañar las actuales relaciones islámico-judías.
Según la interpretación sunita en Ashrat al-sa'a (“los signos de la hora”) de Yusuf al-Wabil, el ejército del Dajjal estará compuesto por judíos, persas, turcos, beduinos y mujeres. Las tradiciones de las colecciones de hadices de Bujari e Ibn Maja también incluyen a persas, turcos y beduinos, además de judíos.
El mensaje general del texto se presenta a menudo como una profecía, pero no aparece en el Corán, que los musulmanes creen que es la revelación de Alá a Mahoma.
Según Memri TV, Yasir Qadhi describió este texto como una referencia a una guerra del fin de los tiempos que es "una lucha entre el bien y el mal"  y que el texto es "predictivo y no prescriptivo".

## Otras sectas islámicas
No todos los musulmanes aceptan todos los hadices como confiables y pueden concluir una escatología algo diferente; la mayoría de los musulmanes chiitas rechazan los hadices sunitas por considerarlos poco confiables y tienen sus propios hadices, como Los Cuatro Libros. Según Karimov, aunque los chiitas zaidíes pueden tener en alta estima los hadices sunitas,  Los zaidíes tienen sus propias tradiciones de hadices primarios. Aunque algunos musulmanes ibadíes no consideran fiables los hadices sunitas y confían en Tartib al-Musnad, Hoffman señaló que los ibadíes contemporáneos a menudo aprueban las colecciones sunitas estándar.
Dajani Daoudi concluyó que, tras una revisión exhaustiva del Corán, no existiría tal hadiz, ya que contradice abiertamente la fe islámica y los musulmanes creen que un hadiz es la palabra del hombre, mientras que el Corán es la palabra de Dios. Daoudi añadió que "este hadiz" (el que citó) fue recogido 150 años después de la muerte de Mahoma, que la autenticidad de dicho hadiz es discutida, y que este hadiz en particular se ha vuelto controversial por promover sentimientos antijudíos entre los musulmanes.

## Evaluación crítica

### La insignificancia del árbol en el judaísmo
Ni la Nitraria ni el Lycium tienen santidad alguna en el judaísmo; no son una de las cuatro especies de Sucot, no son una de las siete especies de la Tierra de Israel y no son una de las plantas de incienso de la Torá; tampoco se utilizan para la Havdalá y no existe una tradición judía de comer sus frutos en Tu Bishvat .
Además, Lycium se menciona en la Biblia solo una vez en un contexto negativo en el Libro de los Jueces, cuando Jotam compara a su hermano Avimelec, el autoproclamado rey de Siquem después de asesinar a sus otros hermanos, con un Lycium, que es visto como un árbol inútil que solo puede causar daño.

### Fundamentalismo en torno al concepto
Freyer Stowasser describe los puntos de vista del siglo XIX y principios del XX sobre los hadices apocalípticos del tipo introducido por Muhammad Abduh y el joven pre-salafista Rashid Rida: 
Las narraciones sobre el reinado del fin de los tiempos del Dajjal y su derrota final no eran confiables debido a: origen y transmisores cuestionables, cadenas débiles de autenticación de hadices, contradicciones internas sobre este tema dentro del corpus de hadices en su conjunto (que invalidan todas sus partes) y el hecho de que estas narraciones contradicen el texto coránico.
Estos enfoques modernistas y deconstruccionistas eran inaceptables para los tradicionalistas clericales sunitas. Se han mantenido fieles a la "forma más literalista y heredada" de los hadices apocalípticos, aunque tienden a no interpretarlos como un llamado a movimientos políticos revolucionarios.

### La conspiración y el Gran Mufti
Algunos islamistas sunitas que abogan firmemente por la destrucción de Israel han propagado una falsa acusación de que los judíos israelíes están plantando millones de árboles gharqad en todo Israel en preparación para una guerra terrible.
Esto es completamente falso, ya que los bosques plantados por las autoridades israelíes son típicamente de pinos y cipreses, con alrededor de 240 millones de árboles plantados de este tipo. Los olivos se plantan en menor medida, pero no se cultiva activamente ni Lycium ni Nitraria. Incluso en los viveros israelíes nadie parece conocer el «árbol del judío».

### Hamás
Un extracto de un hadiz atribuido a Abu Huraira (uno de los compañeros de Mahoma) es citado célebremente en la carta fundacional de Hamás de 1988, artículo 7, que establece que cada piedra y árbol, excepto el árbol gharqad, hablará en voz alta para revelar si un judío se está escondiendo, de modo que el ejército musulmán pueda encontrarlo y matarlo.